# Museu de Lamego
O Museu de Lamego encontra-se no centro histórico da cidade de Lamego, no antigo Paço Episcopal, um edifício reconstruído na segunda metade do século XVIII, sob o patrocínio do bispo D. Manuel de Vasconcelos Pereira.
Hoje o Museu de Lamego é uma importante referência no panorama regional, nacional, e mesmo internacional, dada a qualidade e a singularidade de algumas das obras de arte que possui, assumindo especial relevância os objetos classificados em 2006 pelo Estado Português como Tesouros Nacionais: um sarcófago medieval, decorado com uma cena de caça, em baixo-relevo; os painéis que Vasco Fernandes pintou para a Sé de Lamego, entre 1506-1511; o conjunto de tapeçarias flamengas, tecidas em Bruxelas na primeira metade do século XVI, e os painéis de azulejos figurados com cenas bucólicas e de caça, do século XVII.

## História
No século XVI o rio Coura tinha o seu curso mais perto da Sé de Lamego e do local onde se situava o paço episcopal. O bispo D. Fernando de Menezes Coutinho de Vasconcelos, no século XVI, fez desviar o curso do rio de modo a criar um amplo terreiro em frente ao paço. Mais tarde, a antiga construção é reedificada  pelo bispo D. Manuel de Vasconcelos Pereira, em estilo barroco provincial, no sentido de dotar o paço dos bispos de uma linguagem mais renovada, em uso no século XVIII.
Até 1842 a Administração do Concelho encontrava-se a funcionar num dos sótãos do palácio dos bispos, tendo o edifício acolhido igualmente o Liceu, a Biblioteca Municipal, o quartel da GNR, uma repartição de Obras Públicas e o quartel dos Bombeiros.
D. Francisco José Ribeiro de Vieira e Brito, bispo de Lamego entre 1901 e 1922,  pretendeu instalar no palácio um Museu de Arte Sacra, mas a Revolução de 1910 fez com que os trabalhos fossem suspensos, confiscando a residência do prelado. Em 1911, a Câmara Municipal criou um Museu Artístico a partir das coleções episcopais, sendo em 1916 o edifício arrendado por 360 escudos anuais e em 1917 publicada em Diário do Governo a criação do Museu de Obras de Arte, Arqueologia e Numismática.

### Coleções e património

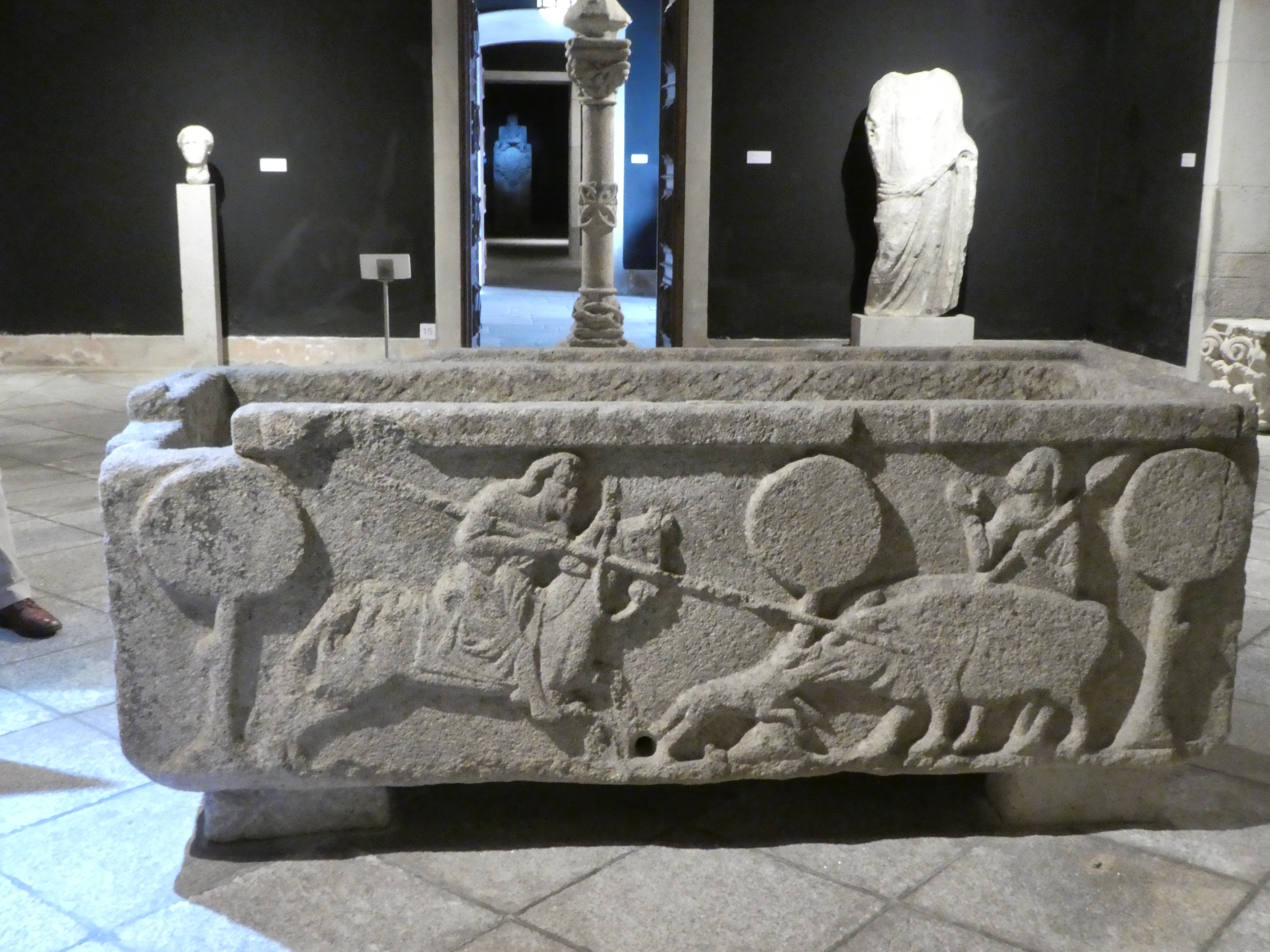
Arca tumular existente no Museu de Lamego

O património do museu é eclético, incluindo um espólio variado que assenta na coleção primitiva de mobiliário, tapeçaria, escultura e pintura, que já se encontrava no paço episcopal. Após a constituição do museu foi complementado com ourivesaria, paramentaria, capelas e respetivas esculturas originárias do extinto Convento das Chagas de Lamego, de rico valor artístico e iconográfico. A Câmara Municipal e diversos particulares acrescentaram-lhe o acervo arqueológico.
As peças da coleção são na maioria do século XVIII, embora abranjam um largo período que vai do século I aos nossos dias, com destaque para o período renascentista, representado pelas pinturas de Vasco Fernandes, o célebre «Grão Vasco», e por um conjunto de seis tapeçarias flamengas, das quais fazem parte quatro panos, figurando a história do Rei Édipo, um pano intitulado «A Música» e outro «O Templo de Latona».
A coleção inclui ainda secções de:
- pintura (séculos XVI a XVIII);
- escultura (séculos XIII, XIV, XVII e XVIII), sobretudo religiosa;
- ourivesaria (séculos XV a XX), civil e religiosa;
- cerâmica e azulejaria (séculos XVI a XX);
- arqueologia (romana, medieval e barroca);
- capelas e altares (séculos XVII e XVIII);
- meios de transporte (séculos XVIII e XIX) e
- mobiliário (séculos XVII a XIX).

#### As tábuas de Grão Vasco
Pintadas por Vasco Fernandes entre 1506 e 1511, faziam parte do Políptico da Capela-mor da Sé de Lamego, onde permaneceram até ao século XVIII. Os painéis sobreviventes deste  Políptico e que se encontram no Museu são a "Criação dos Animais", "Anunciação", "Visitação", "Circuncisão" e "Apresentação no Templo".

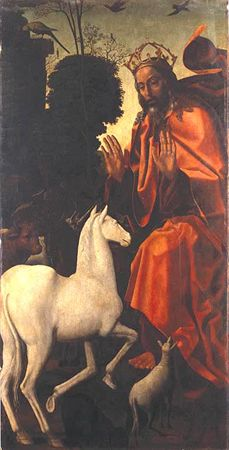
Criação dos Animais, Grão Vasco.

- Criação dos Animais - O Criador surge em primeiro plano, numa figura vigorosa com os atributos de máxima majestade (manto vermelho-vivo, coroa imperial) ocupando grande espaço da composição e com o pé descalço assente no solo. Encontra-se rodeado pelos animais acabados de criar: um cavalinho branco, com as patas de frente flectidas; mais discretos encontram-se um boi, um cordeiro, um lobo e um porco; e num plano mais recuado, distinguem-se diversas aves, um veado, um elefante e um unicórnio. Apesar de alguns erros de desenho no cavalo em primeiro plano, a desenvoltura plástica na conquista do espaço ou na modelação do manto compensam-na e permitem obter um conjunto harmónico de grande mestria;[2]
- Anunciação - apresenta como figura em maior evidência o anjo são Gabriel a trazer a mensagem do Céu, e a Virgem que religiosamente o escuta. As figuras estão envoltas em requintada indumentária, com praguedos angulosos de invulgar plasticidade. Grão Vasco deu atenção à organização espacial das composições, com utilização da luz para evidenciar planos intermédios e uma equilibrada distribuição da cor;[3]
- Visitação - representação do encontro de Nossa Senhora e Santa Isabel, sua prima. No primeiro plano, o abraço entre as duas mulheres, envoltas em amplos e elaborados panejamentos. A cena é prolongada por uma magnífica paisagem de fundo, de influência flamenga.[4]
- Circuncisão - representação da Circuncisão do Menino Jesus numa composição concentrada e vigorosa. No plano superior, um retábulo repartido em edículas, preenchido com pequenas e simuladas esculturas em grisalha onde figuram temas do Antigo Testamento: ao centro, Deus Pai sobre as Tábuas da Lei, ladeadas por duas figuras em adoração, talvez o Rei David e o profeta Elias; à esquerda, o Sacrifício de Isaac (Génesis 12:1); à direita, o episódio do Burro de Baalão (Números 22:22–29); Ao centro da composição, figura a Circuncisão do Menino rodeado pelos pais e dois sacerdotes.[5]
- Apresentação - representa o interior de uma capela com caraterísticas renascentistas. As figuras são a Virgem, São José e o velho Simeão com o Menino sobre os braços e duas mulheres jovens, à esquerda, uma das quais segura uma cesta com pombos da oferenda. Os óculos permitem uma solução engenhosa para a entrada de luz num ambiente interior.[6]

#### As tapeçarias flamengas
Série de Édipo -  constituída por quatro panos executados em lã e seda, c. 1525-1535. Os cartões preparatórios estão atribuídos ao pintor Bernard Van Orley.  Cada uma das peças corresponde a um episódio da tragédia de Édipo. A primeira representa Laio, rei de Tebas, que consulta o Oráculo de Delfos que lhe diz que o filho que a sua mulher dará a luz, Édipo, virá a assassiná-lo. A segunda revela o episódio da adoção de Édipo pelos reis de Corinto. Na terceira tapeçaria, pode ver-se a chegada de Édipo a Tebas, onde conhece a sua própria mãe, sem o saber, e a cena em que Édipo mata o pai e na última, figura Édipo coroado rei de Tebas, depois de ter casado com a mãe.